# Chojnów
Chojnów és una petita ciutat de Polònia. Es troba a la vora del riu Skora, al voivodat de Baixa Silèsia.

## Història
La primera referència de Chojnów data del 1272. El 1288 ja és qualificat com a ciutat en documents del Príncep de Legnica, Henryk V Gruby, i el 1333 rep els privilegis de ciutat.
L'economia del municipi es basa en la indústria i en l'agricultura, sobretot en la producció de paper i derivats, maquinària agrícola, cadenes, mobiliari de metall per a hospitals, equipaments per a les indústries càrnia, de cervesa, de vi, cuir i tèxtil.
A més a més té diversos monuments d'interès, com el castell del Principat de Legnica, del segle xiii, avui dia rehabilitat com un museu, dues esglésies antigues, la Baszta Tkaczy i fragments del mur de la ciutat medieval.

## Galeria d'imatges

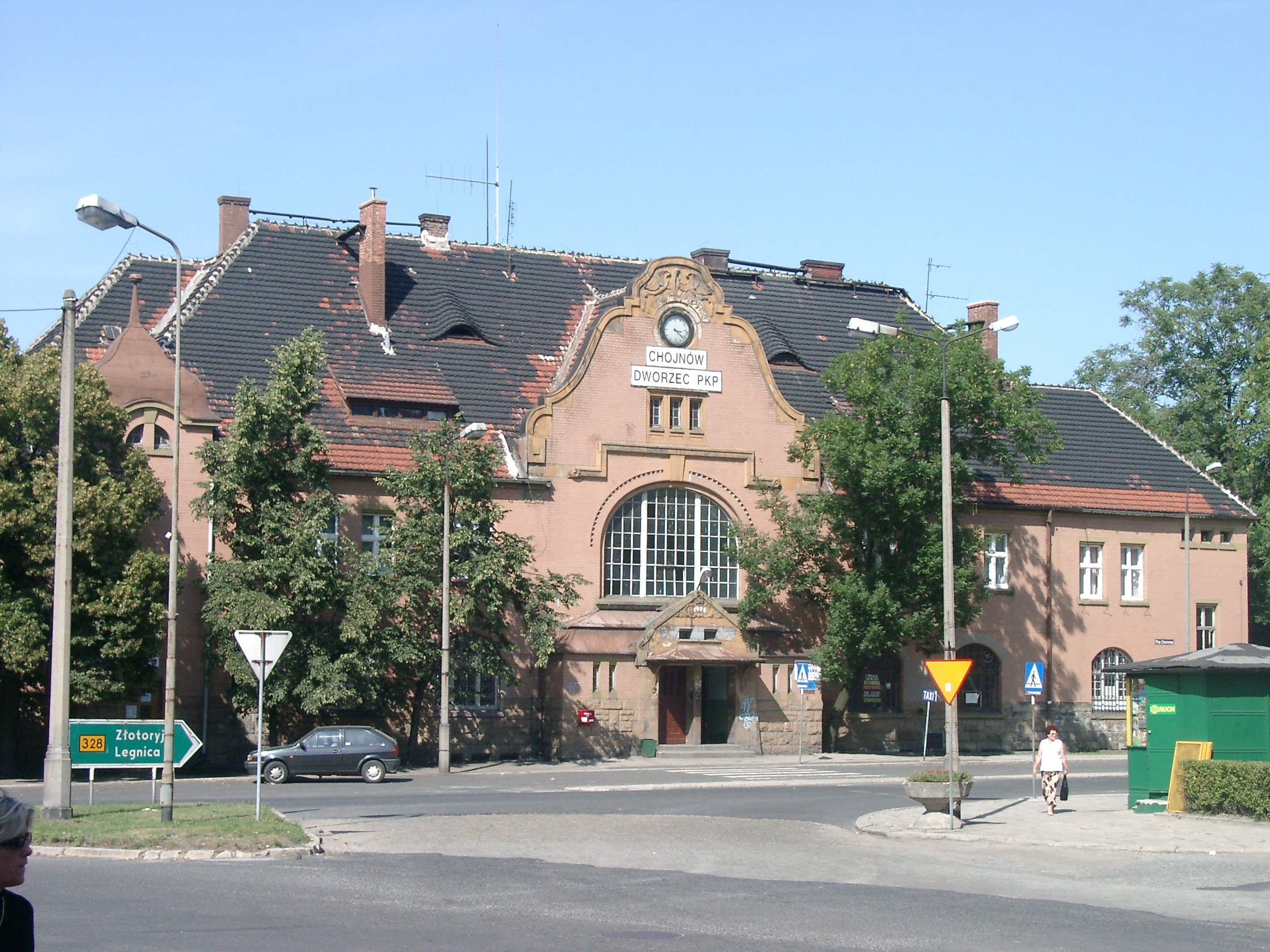
Estació de tren
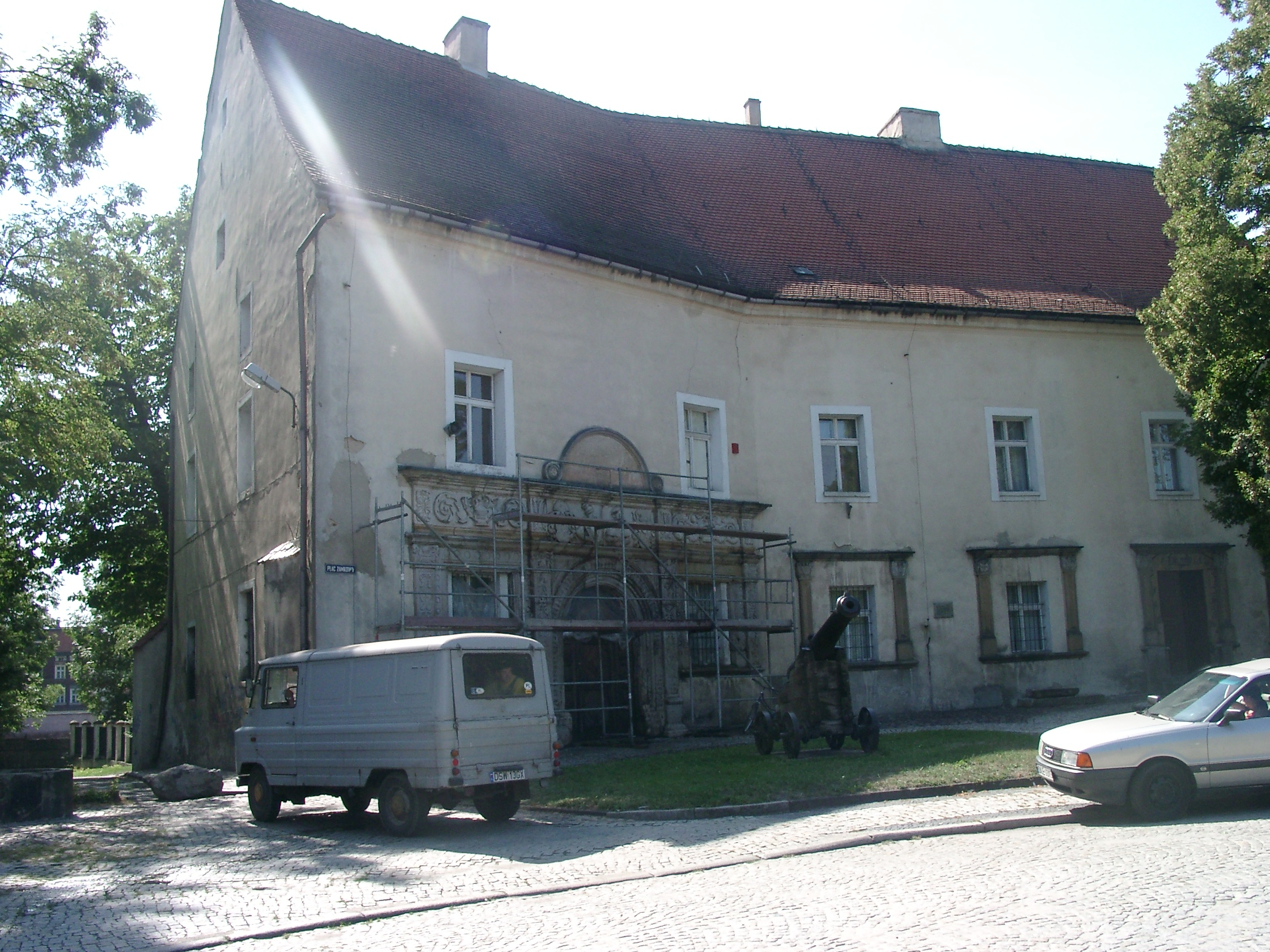
Museu de Chojnów
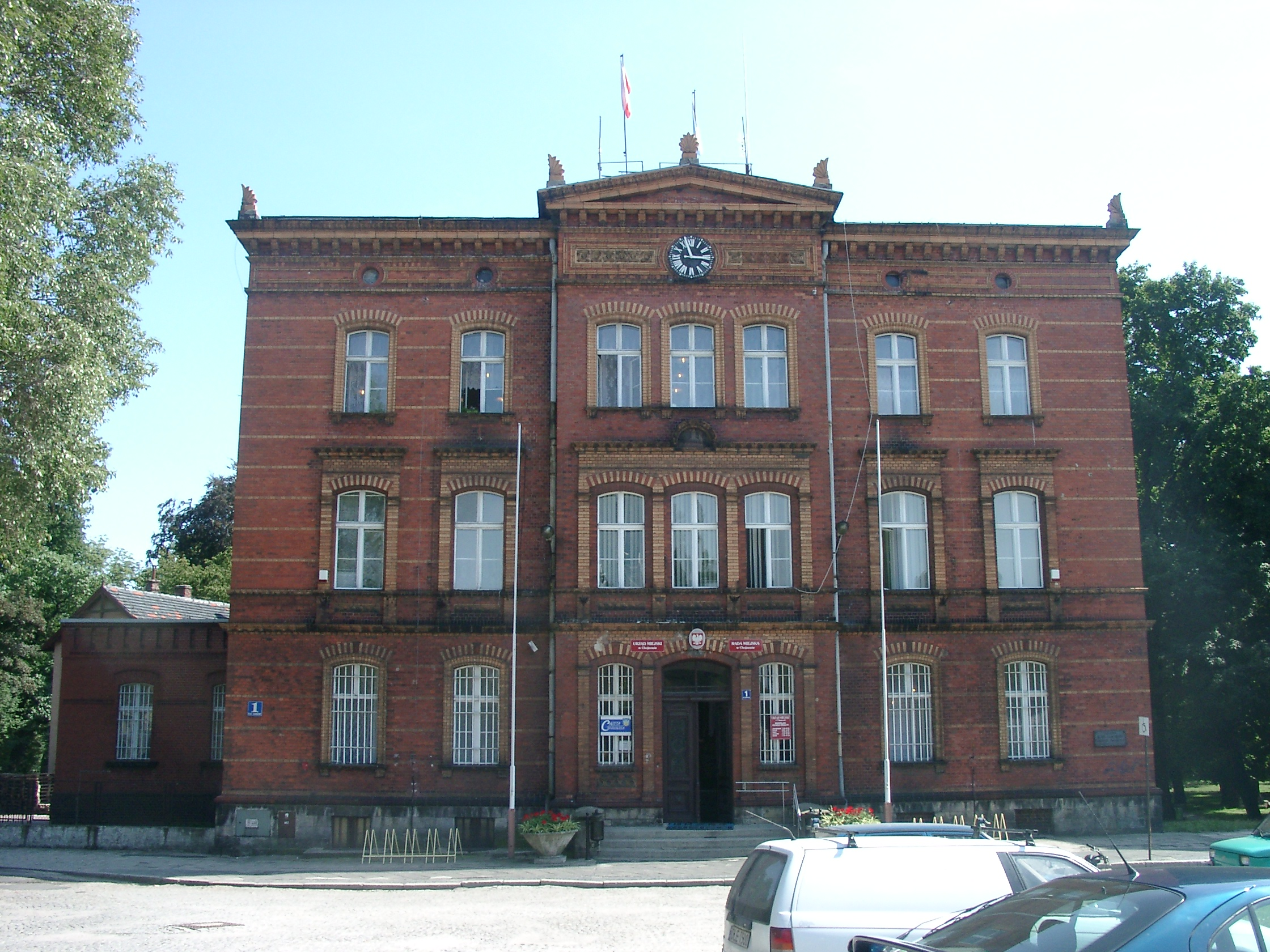
Ajuntament de Chojnów

## Ciutats agermanades
- Alemanya, Egelsbach
- França, Commentry